# The Soul Herder
The Soul Herder fue un cortometraje estadounidense de 1917 dirigido por Jack Ford y protagonizado por Harry Carey. Fue conocido también por los títulos Buckhorn Hits the Trail y The Sky Pilot. En español es conocida como El pastor de almas —traducción fiel de su título principal en inglés— y El bravo Cayena. Aunque es la tercera o cuarta película de Ford, este solía menospreciar las anteriores y la consideraba la primera de su filmografía debido a que marca el inicio de una larga colaboración con Carey. Es un wéstern que se considera perdido, aunque hay fuentes que afirman que se conserva algún fragmento.

## Sinopsis
Cheyenne Harry es expulsado del pueblo por el sheriff. En el desierto rescata a una niña, hija de un predicador, que había sido capturada por los indios. La niña impone a Harry que vista las ropas de su fallecido padre. Poco a poco, Harry adopta el rol de predicador. Cuando rescata a su novia secuestrada, celebra un funeral por el raptor; entrega el dinero de este a las prostitutas para que abandonen el pueblo; finalmente, obliga a punta de pistola a los parroquianos a escuchar un larguísimo sermón.

## Intérpretes

### Reparto
| Actor           | Rol            |
| --------------- | -------------- |
| Harry Carey     | Cheyenne Harry |
| Jean Hersholt   | El pastor      |
| Elizabeth Jones | Mary Ann       |
| Fritzi Ridgeway | June Brown     |
| Vester Pegg     | Topeka Jack    |
| Hoot Gibson     | Chuck Rafferty |
| Bill Gettinger  | Bill Young     |
| Duke Lee        |                |
| Molly Malone    |                |

### La estrella

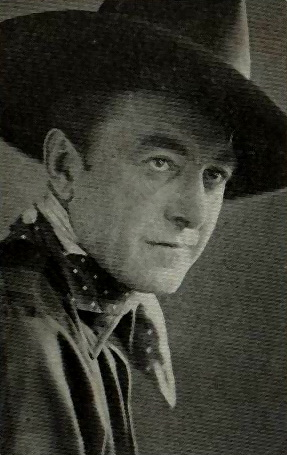
El veterano actor Harry Carey influyó notablemente en el joven director Jack Ford.

En 1917 el wéstern era un género cinematográfico que contaba con gran aceptación del público. Cada estudio tenía su estrella: Essanay había lanzado el personaje de Bronco Billy, Selig tenía a Tom Mix y Triangle contaba con Rio Jim. El actor de Universal era Harry Carey y su personaje se llamaba Cheyenne Harry, un héroe alejado de los modelos de otros estudios.
El veterano Harry Carey tenía ya casi cuarenta años en 1917, pero conservaba una formidable apariencia física. Tras iniciarse en el teatro, había conocido a D. W. Griffith y había entrado en los Estudios Biograph, de los que pasó a Universal. Conocía perfectamente los entresijos del mundo del cine y compartía el interés del joven Jack Ford por rodar wésterns con personajes creíbles. Aunque su conocimiento del viejo Oeste procedía de la literatura, se esforzó por componer su principal personaje —el jinete errante Cheyenne Harry— de manera realista. Vestía camisa de franela, chaleco, un peto remendado y llevaba el revólver sin funda, colgado del cinturón. No se maquillaba, iba a menudo despeinado, rodaba las peleas sin doble y rara vez se llevaba a la chica. Esto le diferenciaba de los buenos chicos interpretados por William S. Hart.
Carey ya había interpretado a Cheyenne Harry en varias películas antes de The Soul Herder, pero su carrera se encontraba entonces en cierto declive. Según el propio Ford, la idea de convertir a Cheyenne en una especie de vagabundo a caballo partió a medias de actor y director y el objetivo era burlarse de galanes del wéstern como Tom Mix, Buck Jones o el propio Hart. Tanto Carey como Ford creían que tenían los días contados en Universal y que no arriesgaban nada. El personaje marcó a Ford, pues en futuras películas incluiría a bandidos de buen corazón.

### Hoot Gibson
Ford compartió habitación durante un tiempo con Hoot Gibson, al que ayudó a trabajar como extra en algunas películas de Harry Carey. Esto le sirvió para introducirse en el mundo del cine interpretando papeles secundarios, como hace en The Soul Herder. Con el tiempo sería una estrella del wéstern.

## El director
El wéstern era por entonces un género infravalorado, lo que motivó que varios directores de Universal —Lois Weber, Stuart Paton o George Lessey— se negaran a rodarlos. A Jack Ford, sin embargo, le gustaba rodar películas del Oeste y la posibilidad que le ofrecían de trabajar con cierta autonomía.
De esta forma, tras rodar en 1917 The Scrapper, el joven Ford entró en contacto con el neoyorquino Harry Carey al encomendársele el rodaje de The Soul Herder. El actor interpretaba una vez más al lacónico pistolero conocido como Cheyenne Harry y el filme fue el comienzo de una larga colaboración que se extendió a más de una veintena de películas. Fue Carey quien pidió que Ford dirigiese la película, ya que le conocía de tratarse en el estudio y le consideraba inteligente y responsable.
Aunque ya había rodado dos o tres cortometrajes, Ford siempre consideró The Soul Herder como su primera película, menospreciando sus anteriores filmes. Carey se convirtió en su segunda influencia importante tras su hermano —el director y actor Francis Ford— que le había introducido en el mundo del cine.

## El guion

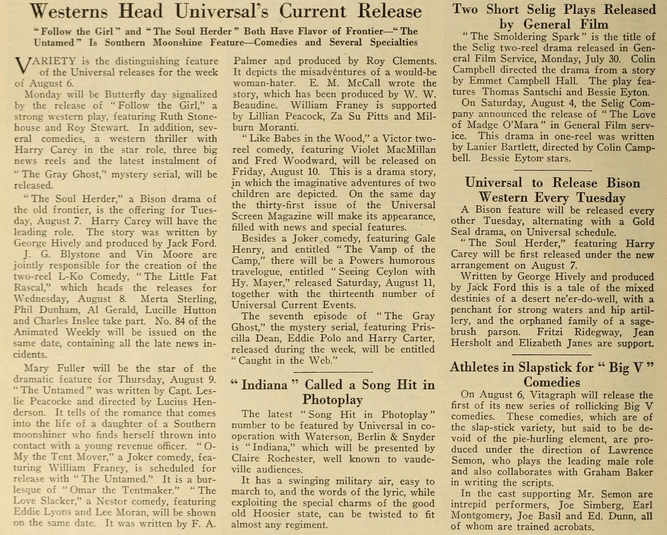
Una breve nota en Motion Pictures News anunciaba el próximo estreno de la película.

Según Harry Carey Jr., el hijo de Harry Carey, el guion de The Soul Herder fue escrito conjuntamente por su padre y Jack Ford. Después rodaron el cortometraje. Según parece, en los filmes que rodaron juntos fue frecuente esta práctica, así como encargar luego a George Hively que redactara un guion para que los directivos de Universal quedaran satisfechos.

## Recepción
En el momento de su estreno, Moving Picture World dijo que la película era «deliciosamente humorística» y «excelente en todos sus aspectos». Con la perspectiva del tiempo, el historiador Tag Gallagher considera que su breve argumento incluye varios de los rasgos que luego serían típicos del cine de Ford: el humor procedente de elementos contradictorios, la muerte de familiares, el encanto de la inocencia o el personaje del pecador arrepentido.
El filme fue el primero de unos veinticinco dirigidos por Ford y protagonizados por Carey. De hecho, poco después ambos estaban rodando Cheyenne's Pal, un nuevo cortometraje de la serie de Cheyenne Harry que se estrenó antes que The Soul Herder.